# 奥村栄清
奥村 栄清（おくむら はるきよ、慶長19年（1614年） - 寛文11年10月18日（1671年11月19日））は、加賀藩年寄。加賀八家奥村宗家第4代当主。父は前田家家老奥村栄政。母は富田重政の娘。正室は前田知好の娘。子は奥村時成。通称玄蕃、河内、伊予。

## 来歴
慶長19年（1614年）、加賀藩年寄奥村栄政の嫡男として金沢に生まれる。慶安5年（1652年）、父栄政の死去により家督相続する。年寄として藩主前田綱紀に仕えた。万治元年（1658年）、江戸城修復普請の課役で御普請惣奉行を務める。万治3年（1660年）10月、前田利常三回忌の御法事惣奉行を務める。寛文元年（1662年）7月、藩主綱紀が初めて金沢に入部する。9月に老臣の屋敷を順次訪問、11日に栄清の屋敷に御成を受ける（1日本多政長邸、4日横山忠次邸、9日前田孝貞邸、15日奥村庸礼（和豊）邸、25日今枝近義邸）。寛文11年（1671年）10月18日没。享年58。家督は嫡男時成が相続した。